# Холокост в Миорском районе
Холокост в Мио́рском районе — систематическое преследование и уничтожение евреев на территории Миорского района Витебской области оккупационными властями нацистской Германии и коллаборационистами в 1941—1944 годах во время Второй мировой войны, в рамках политики «Окончательного решения еврейского вопроса» — составная часть Холокоста в Белоруссии и Катастрофы европейского еврейства.

## Геноцид евреев в районе
Миорщина была полностью оккупирована немецкими войсками 5 июля 1941 года, и оккупация продлилась 3 года — до 4 июля 1944 года.
Нацисты включили Миорский район в состав территории, административно отнесённой к штабу тыла группы армий «Центр». Вся полнота власти в районе принадлежала нацистской военной оккупационной администрации, действующей через созданные вермахтом полевые и местные комендатуры. Для осуществления политики геноцида и проведения карательных операций сразу вслед за войсками в район прибыли карательные подразделения войск СС, айнзатцгруппы, зондеркоманды, тайная полевая полиция (ГФП), полиция безопасности и СД, жандармерия и гестапо.
Территория района с 20 сентября 1941 года была отнесена к Глубокской округе (гебиту). Округой управлял гебитскомиссар Пауль Гахман. Во всех крупных деревнях района были созданы районные (волостные) управы и полицейские гарнизоны из белорусских коллаборационистов. В Браславе находилась поветовая управа во главе с бургомистром, в Миорах и Дисне — волостная управа.
Одновременно с оккупацией нацисты и их приспешники начали поголовное уничтожение евреев. «Акции» (таким эвфемизмом гитлеровцы называли организованные ими массовые убийства) повторялись множество раз во многих местах. В тех населенных пунктах, где евреев убили не сразу, их содержали в условиях гетто вплоть до полного уничтожения.
Массовыми убийствами евреев в Миорском районе руководили: комендант жандармерии Куба, его помощники Шур, Франке Вильгельм, лейтенант Эрнст Бродский, жандармы Гамбер и Трам, и другие.
За время оккупации практически все евреи Миорского района были убиты. Самые массовые убийства происходили в Дисне, Миорах, деревнях Блошники (теперь Калиновое) (Язненский сельсовет), Язно, Леонполь, на хуторе Липово-2 (Липовки-2) (Узмёнский сельсовет).

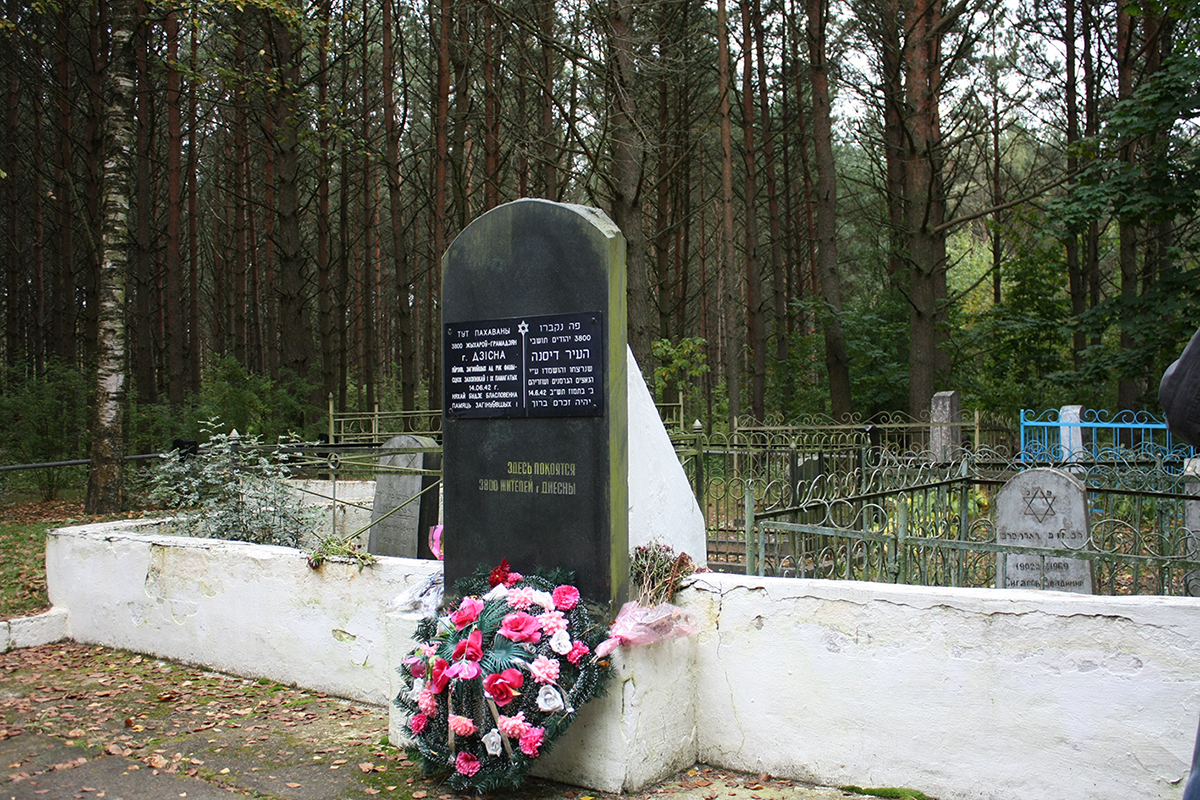
Памятник 3800 евреям — жертвам нацистов и их пособников в Дисне

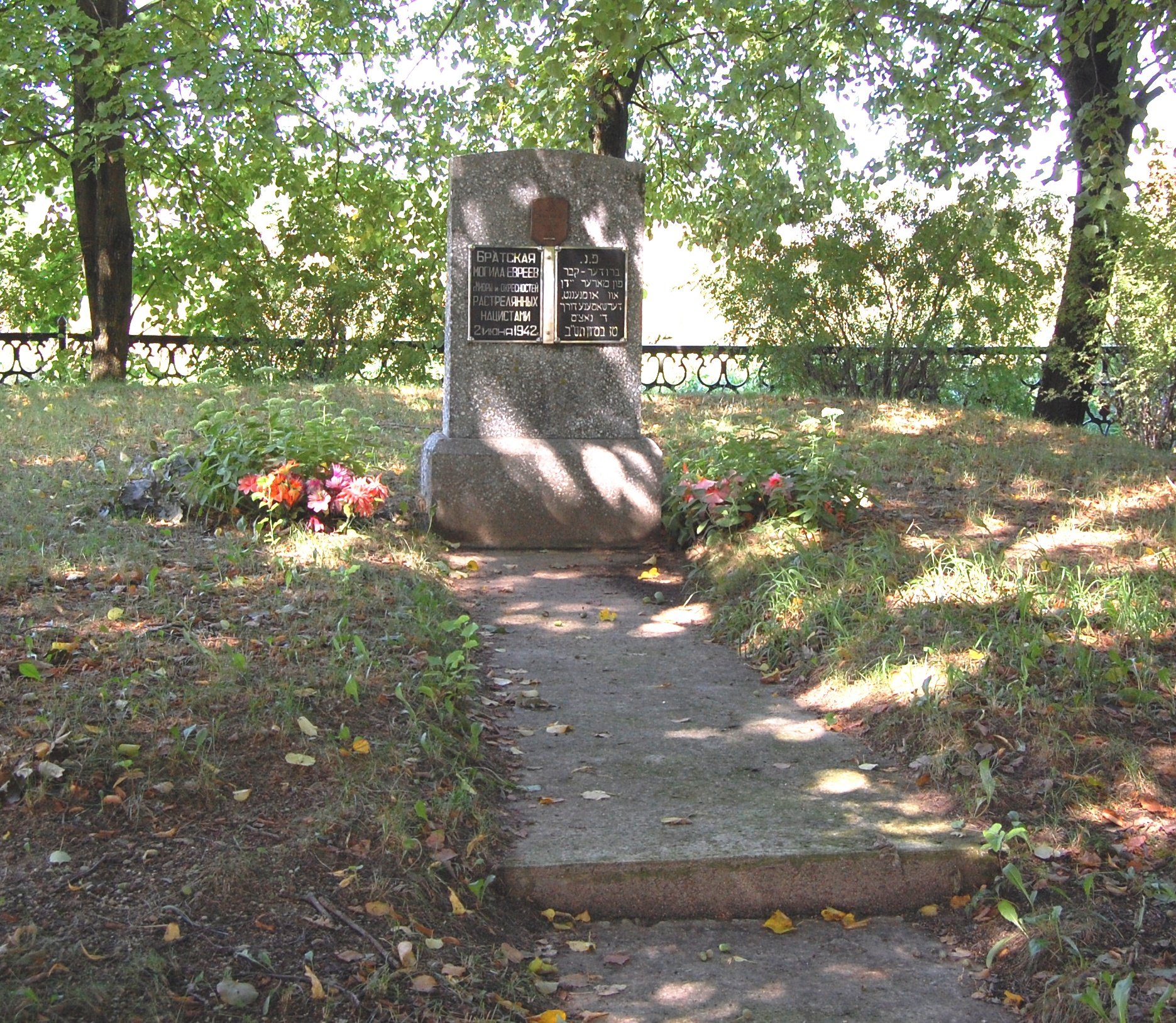
Памятник убитым евреям в Миорах

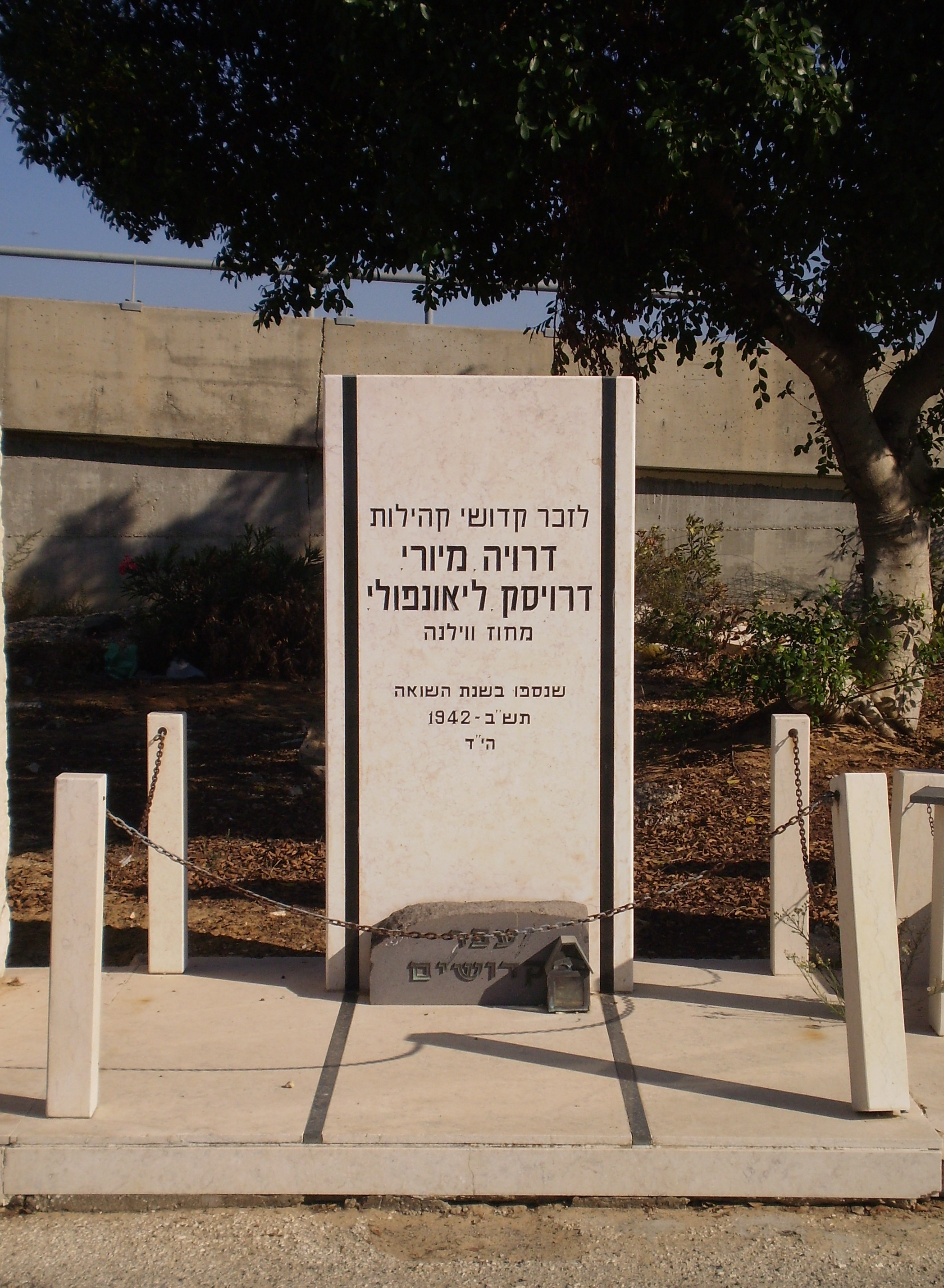
Символический памятник уничтоженным еврейским общинам в Друе, Миорах, Друйске и Леонполе на мемориальном кладбище в Холоне

## Гетто
Оккупационные власти под страхом смерти запретили евреям снимать желтые латы или шестиконечные звезды (опознавательные знаки на верхней одежде), выходить из гетто без специального разрешения, менять место проживания и квартиру внутри гетто, ходить по тротуарам, пользоваться общественным транспортом, находиться на территории парков и общественных мест, посещать школы.
Реализуя нацистскую программу уничтожения евреев, немцы создавали гетто почти во всех городах и населённых пунктах Беларуси, где проживало еврейское население. Так и в Миорском районе оккупанты организовали 3 гетто:
- в гетто местечка Дисна (25 июля 1941 — 14 июня 1942) были замучены и убиты около 4000 евреев.
- в гетто местечка Миоры (лето 1941 — 2 июня 1942) были убиты более 2000 евреев.

### Гетто в Леонполе
Деревня Леонполь была оккупирована немцами в первую неделю войны и евреев согнали в гетто. 25 августа 1941 года на оставшихся ещё в живых 156 евреев деревни наложили «контрибуцию» в размере 5000 рублей. В ноябре 1941 года у леонпольских евреев, как и всех евреев Леонпольской волости, было конфисковано всё хоть сколько-нибудь ценное.
К 6 мая 1942 года в живых в Леонполе остались только 36 евреев — 9 ремесленников (3 сапожника, потрной, часовщик, маляр и швея) с членами семей.
Сохранился неполный список убитых евреев Леонполя — 120 человек.

## Случаи спасения и «Праведники народов мира»
23 человека из Миорского района были удостоены почетного звания «Праведник народов мира» от израильского мемориального института «Яд Вашем» «в знак глубочайшей признательности за помощь, оказанную еврейскому народу в годы Второй мировой войны».
- семья Кодис (Кодзис): Болеслав, Текла, Мария (Балабай), Мария (Пиотровская), Йозеф и Фелиция — за спасение Фукс (Зелбст) Фани в деревне Василёнки[21].
- Иванов Василий и Левикина (Иванова) Ирина — за спасение Бокман Гени в деревне Зачеревье (Перебродский сельсовет)[22].
- Воронов Федор и Воронова Мистридия — за спасение Бокман Гени в деревне Залесье (Заполосье)[23].
- Денисов Савастей, Денисова Ирина и Кирилова (Денисова) Ефросинья — за спасение Шельмор (Номкиной) Песи на хуторе Струбки (Струпки) (Новопогостский сельсовет)[24].
- Пашкевичи Владислав и Мариля, Соколовские Владимир, Лидия и Стефа — за спасение Левитанас Либы и Мейера в деревне Паташня (Поташня) (Повятский сельсовет)[25].
- Демешко Владимир, Стефанида и Валентина — за спасение Залмана и Мойши Каца в деревне Заболотье[26].
- Седловский Дмитрий и Александра — за спасение Зелбст (Фукс) Фани в деревне Липатино (Николаёвский сельсовет)[27].

## Память
В Дисне установлены три памятника на месте расстрела евреев.
В Миорах установлен памятник на месте убийства жертв Холокоста.
Символический памятник еврейским общинам Друи, Миор, Друйска и Леонполя установлен на мемориальном кладбище в Холоне.
Опубликованы неполные списки убитых евреев района.